# Educația în Danemarca
În Danemarca, educația este obligatorie (în daneză undervisningspligt) pentru copiii sub vârsta de 15 sau 16 ani, chiar dacă nu este obligatorie frecventarea Folkeskole („școala publică”). Anii școlari până la vârsta de cincisprezece/șaisprezece ani sunt cunoscuți sub denumirea de Folkeskole, deoarece orice educație trebuie să corespundă nivelului oferit acolo. Aproximativ 82% dintre tineri urmează, în plus, o educație suplimentară. Educația finanțată de guvern este, de obicei, gratuită și deschisă tuturor. Danemarca are o tradiție a școlilor private și aproximativ 15,6% din toți copiii de la nivelul școlii de bază frecventează școli private, care sunt susținute printr-un sistem de vouchere.
Indicele educației, publicat împreună cu Indicele dezvoltării umane al ONU în 2008, pe baza datelor din 2013, indică Danemarca ca fiind 0,873, printre cele mai ridicate din lume, sub Australia, Finlanda și Noua Zeelandă.
Alfabetizarea în Danemarca este de aproximativ 99% atât pentru bărbați, cât și pentru femei.

## Istoric
Sistemul educațional danez își are originea în școlile din catedrale și mănăstiri înființate de Biserica Romano-Catolică la începutul Evului Mediu, iar șapte dintre școlile înființate în secolele al XII-lea și al XIII-lea există și astăzi. După Reformă, care a fost implementată oficial în 1536, școlile au fost preluate de Coroană. Principalul lor scop era pregătirea elevilor pentru studii teologice, învățându-i să citească, să scrie și să vorbească latină și greacă.
În acea perioadă, învățământul elementar popular era încă foarte primitiv, dar în 1721, 240 de Rytterskoler⁠(d) („școli de cavalerie”) au fost înființate în întregul regat. În plus, mișcarea religioasă a pietismului, care s-a răspândit în secolul al XVIII-lea, cerea un anumit nivel de alfabetizare, promovând astfel nevoia de educație publică. Gândurile filantropice ale unor oameni precum Rousseau au contribuit, de asemenea, la stimularea dezvoltării educației deschise tuturor copiilor.
În 1809, vechea școală a clericilor a fost transformată, în conformitate cu spiritul vremii, într-o școală umanistă a funcționarilor publici, care trebuia să „promoveze adevărata umanitate” prin imersiune în culturile antice greacă și latină, combinată cu predarea unor științe naturale și limbi moderne.
De-a lungul secolului al XIX-lea (și până în prezent), sistemul educațional danez a fost influențat în special de ideile clericului, politicianului și poetului N.F.S. Grundtvig, care a susținut metodele inspirate de predare și înființarea liceelor populare.
În 1871, dezvoltarea științifică și tehnică a secolului al XIX-lea a condus la împărțirea învățământului secundar în două linii: linia lingvistică și linia matematică-științifică. Această diviziune a constituit coloana vertebrală a structurii gimnaziului (adică a programului academic general de învățământ secundar superior) până în anul 2005.
În 1894, a fost înființată oficial Folkeskole („școala publică”, sistemul de învățământ primar finanțat de guvern) (până atunci, aceasta fusese cunoscută sub numele de Almueskolen („școala comună”)) și au fost luate măsuri pentru îmbunătățirea sistemului de învățământ în vederea satisfacerii cerințelor societății industriale.
În 1903, cursul de trei ani al gimnaziului a fost conectat direct la școala municipală prin înființarea mellemskole („școală gimnazială”, clasele 6-9), care a fost înlocuită ulterior de realskole⁠(d). Anterior, elevii care doreau să meargă la gimnaziu (și să obțină astfel calificarea pentru admiterea la universitate) trebuiau să urmeze cursuri private sau mijloace similare, deoarece școlile municipale erau insuficiente.
În 1975, realskole a fost abandonat și Folkeskole (învățământul primar) a fost transformat într-un sistem egalitar în care elevii merg la aceleași școli, indiferent de meritele lor academice.
Recent, unele partide politice (de exemplu, Social-Democrații și Alianța Liberală) au susținut prelungirea perioadei de învățământ obligatoriu de la nouă la doisprezece ani.

## Învățământul obligatoriu
Folkeskole (în română școala poporului) acoperă întreaga perioadă a învățământului obligatoriu, de la vârsta de 5-6 ani până la 15-16 ani, cuprinzând învățământul preșcolar, primar și secundar inferior.

## Învățământ secundar
Învățământul secundar durează de obicei între doi și patru ani și este urmat de elevi cu vârste cuprinse între 15 - 16 și 18 - 19 ani. Învățământul secundar nu este obligatoriu, dar este de obicei gratuit, iar elevii au la dispoziție o gamă largă de programe din care să aleagă. Unele programe educaționale sunt orientate academic, cel mai comun fiind gimnaziul. Altele sunt orientate mai mult spre practică, pregătind elevii pentru locuri de muncă ca, de exemplu, artizani⁠(d) sau funcționari printr-o combinație de instruire în școli profesionale și ucenicie. În Danemarca, elevii au la dispoziție trei încercări pentru a-și termina studiile secundare; de aici încolo sunt lăsați pe cont propriu. În cazul în care doresc să continue, li se permite să obțină o educație, dar nu mai beneficiază de niciun sprijin economic din partea guvernului.

## Învățământ postliceal
În Danemarca, învățământul superior poate avea loc într-o serie de instituții diferite care oferă diferite tipuri de educație. Numai universitățile oferă educație la nivel de masterat, în timp ce colegiile universitare oferă anumite diplome de licență, dar pot colabora cu o universitate pentru a oferi o diplomă la nivel de masterat (cum ar fi masteratul în jurnalism la Universitatea Aarhus care este o colaborare cu Școala Daneză de Media și Jurnalism. Diplomele de licență sunt fie diplome de licență academice la universități, fie diplome de licență profesionale la colegii universitare (daneză: professionsbacheloruddannelse), dar universitățile pot oferi, de asemenea, diplome de licență profesionale și, de exemplu, puteți urma cursurile pentru a deveni asistent social la Universitatea Aalborg.

### Academii de afaceri
Academiile de afaceri (daneză: Erhvervsakademi) oferă programe academice de doi ani; unele academii de afaceri oferă, de asemenea, programe de licență profesională, programe de formare continuă pentru adulți și programe de diplomă.

### Instituții de învățământ maritim
Instituțiile de învățământ maritim oferă programe de studii pentru flota comercială daneză și pentru industria pescuitului.

### Colegii universitare
Colegii universitare daneze (daneză professionshøjskoler ) oferă învățământ terțiar specific profesiei, cunoscut și sub denumirea de învățământ superior mediu (MVU) și cursuri de diplomă, dar nu oferă învățământ universitar la nivel postuniversitar.

### Instituții în arhitectură și artă
Instituțiile de arhitectură și artă oferă diverse programe de studii în cadrul artelor plastice și artelor aplicate.

### Universități
Prima universitate din Danemarca, Universitatea din Copenhaga, a fost înființată în 1479. A doua, Universitatea din Kiel din Schleswig-Holstein, a fost înființată în 1665. Când Schleswig-Holstein a fost cucerit de forțele germane în 1864, Universitatea din Copenhaga a fost din nou singura universitate din Regatul Danemarcei și a rămas astfel până în 1928, când a fost înființată Universitatea din Aarhus. De atunci, au fost înființate mai multe universități, iar Danemarca are în prezent opt universități.
Învățământul superior din Danemarca este gratuit pentru studenții din Uniunea Europeană și Elveția. Multe programe sunt predate în limba engleză, inclusiv programele de licență, masterat, doctorat, schimburi și școli de vară.

## Sistemul de școlarizare și de ajutor financiar
Aproape toate instituțiile de învățământ din Danemarca sunt gratuite. Acest sistem fără taxe de școlarizare se aplică tuturor studenților care:
- v-ați născut în Danemarca (inclusiv Insulele Feroe și Groenlanda); sau
- dețineți o viză de rezident permanent; sau
- permis de ședere permanentă (permanent opholdstilladelse)
- permis de ședere temporară care poate fi transformat într-unul permanent (midlertidig opholdstilladelse mmf varigt ophold)
- permis de ședere în calitate de copil însoțitor al unui părinte din afara UE/SEE care deține un permis de ședere bazat pe încadrarea în muncă (§9a și §9m din Legea daneză privind străinii - text în daneză)
- deține o viză umanitară; sau
- provin dintr-o țară din Consiliul Nordic; sau
- provin dintr-o țară din Spațiul Economic European sau din Uniunea Europeană.

Nu numai că studenții nu plătesc taxe de școlarizare, dar toți cetățenii danezi cu vârsta de peste 18 ani (și mulți alții care îndeplinesc anumite criterii) primesc un ajutor financiar lunar, cunoscut sub numele de „SU” (Statens Uddannelsesstøtte, adică Sprijin educațional de stat), îcare se ridică pentru fiecare student la aproximativ 950 DKK lunar dacă studentul locuiește cu părinții sau tutorii săi și aceștia au venituri mari, și la aproximativ 5.486 DKK lunar dacă studentul locuiește departe de părinții sau tutorii săi. Studenții pot completa SU cu împrumuturi guvernamentale cu dobândă redusă în valoare de 2.807 DKK pe lună, care trebuie rambursate la finalizarea studiilor.

## Libertatea academică
Wright și Ørberg (2008) au ajuns la o concluzie critică cu privire la sistemul danez de învățământ superior: „Modelul danez combină cele mai rele modele de autonomie, atât cel al liberului schimb, cât și cel al statului modernizator: universitățile, liderii acestora și cadrele didactice primesc libertate în sensul responsabilității individuale pentru propria supraviețuire economică, în timp ce sectorul se află sub un control politic puternic. Acest lucru se numește „eliberarea universităților”. Într-un studiu comparativ din 2017 privind libertatea academică în universitățile din 28 de state membre ale Uniunii Europene, Danemarca ocupă doar locul 24. În toate categoriile (libertatea academică în legislație; autonomia instituțională în legislație; autoguvernarea în legislație; securitatea locurilor de muncă; constituția și acordurile internaționale), Danemarca s-a clasat sub media UE. Autorii studiului susțin că restricțiile privind libertatea academică din Danemarca ar fi considerate draconice în majoritatea celorlalte state UE.